# Prochot
Prochot je obec na Slovensku v okrese Žiar nad Hronom v Banskobystrickém kraji, na východních svazích pohoří Vtáčnik. Žije zde 567 obyvatel.
První písemná zmínka o obci je z roku 1414. V obci je římskokatolický kostel svatého Matouše.